# Пінокераміка
Пінокера́міка (англ. ceramic foam) — спечений матеріал на мінеральній основі з піноподібною структурою. Пінокерамічні матеріали отримують змішуванням керамічної шихти з водою та стійкою піною із закріпленням структури, що утворилася, сушінням та випалюванням.

## Отримання
Структура матеріалу складається з бульбашок повітря (або іншого газу), оточених тонкими оболонками, що утворюють своєрідний каркас. Пінокераміка зазвичай створюється на основі високодисперсних мінеральних порошків (наприклад, Al2O3, MgO, ZrO2) та рідких пін.
Такі піни є колоїдними системами з рідинною поверхнею розділу. Їх попередньо створюють, використовуючи смолосапоніновий, клеєканіфольний, алюмосульфонафтеновий або інший піноутворювач. Дисперсійним середовищем є рідина, а дисперсною фазою газ у вигляді бульбашок, відокремлених один від одного плівками рідини. На відміну від інших дисперсних систем, у пінах середовище також стає дисперсною фазою. Розміри бульбашок і співвідношення фаз у піні можуть змінюватися у широких межах.
Піни, як дисперсні системи зі значно розвиненою міжфазною поверхнею є термодинамічно нестійкими. Для підвищення їх стійкості а, отже, зміцнення плівкового каркаса застосовуються спеціальні добавки — стабілізатори, так як чисті рідини достатньо стійких пін не утворюють. Стабілізуючий вплив на піну роблять багато органічних поверхнево-активних сполук та деякі інші речовини. Введення в піну високодисперсного мінерального порошку, що змочується рідкою фазою, призводить (при перемішуванні) до утворення трифазної піни — піномаси. При цьому тверді частинки розподіляються у плівках, і бульбашки виявляються оточеними двофазними оболонками.
При сушінні піномаси рідка фаза випаровується й утворюється двофазна «тверда» піна. Слабкий зв'язок між мінеральними частинками в утвореному ними пінно-ніздрюватому каркасі обумовлює низьку механічну міцність висушеної піномаси. Для її зміцнення застосовується звичайний випал, при якому відбувається розкладання (піроліз) органічних складових — стабілізаторів рідкої піни та спікання матеріалу зі збереженням його структури, успадкованої від вихідної піни. Тому розміри бульбашок і співвідношення між газовою і твердою фазами у пінокераміці (отже, питома вага її та інші властивості) можуть змінюватися у широких межах. Вони залежать від складу рідкої піни, хіміко-мінералогічної природи і питомої поверхні порошку, від його кількості у трифазній піномасі, а також від умов її приготування. Отже, для пінокераміки, що виготовляється з одного і того ж мінерального порошку, потрібні властивості досягаються зміною співвідношення фаз (тверда, рідка, газоподібна) у піномасі, тобто регулюванням її фазового складу.

## Властивості
Властивості пінокераміки за інших рівних умов залежать від будови каркаса, тобто від кількості та розмірів бульбашок, від характеру розподілу їх в матеріалі, а також від співвідношення розмірів бульбашок і товщини оболонки навколо них. Чим тонша оболонка у порівнянні з розміром бульбашок, тим вищими є теплофізичні властивості пінокераміки, чим міцнішою є оболонка, тим вищими є механічні властивості.
Матеріали цього класу можуть вироблятися навіть із 94…96%-ним газовим наповненням за об'ємом та із жаротривкістю до 1700 °C. Середня густина пінокераміки залежить від пористості, наприклад у пінокераміки на основі Al2O3 з пористістю 30 % вона дорівнює 1200 кг/м³, а з пористістю 85 % — 600 кг/м³.
Границя міцності при розтягуванні для пінокераміки на основі Al2O3 (пінокорунду ПК-1) при об'ємній масі 0,8 г/см³ становить 3,7 МПа, границя міцності на згин того ж піноматеріалу 14,8 МПа. Теплопровідність пінокераміки знижується зі збільшенням її пористості. З підвищенням температури пінооксидів теплопровідність їх зменшується, так як при нагріванні спадає теплопровідність спечених оксидів.

## Використання
Пінокераміка має низьку теплопровідність та високу жаротривкість, завдяки чому застосовується переважно як теплоізоляційний матеріал чи матеріал теплового захисту в металургії.
Високопористі вогнетривкі матеріали застосовують у гарячих фільтрах, газорозподільниках та каталізаторах у високотемпературних технологічних процесах.
Якщо розмір окремо взятої пори менший за 100 нм, то таку кераміку називають нанопористою. Її застосовують у капілярних насосах, фільтрах, амортизаторах тощо.